# Вулька (Піський повіт)
Вулька (пол. Wólka, нім. Dietrichswalde) — село в Польщі, у гміні Руцяне-Нида Піського повіту Вармінсько-Мазурського воєводства.
Населення — 94 особи (2011).
У 1975-1998 роках село належало до Сувальського воєводства.

## Демографія
Демографічна структура станом на 31 березня 2011 року:
|          | Загалом | Допрацездатний вік | Працездатний вік | Постпрацездатний вік |
| -------- | ------- | ------------------ | ---------------- | -------------------- |
| Чоловіки | 47      | 9                  | 34               | 4                    |
| Жінки    | 47      | 11                 | 25               | 11                   |
| Разом    | 94      | 20                 | 59               | 15                   |